# Gymnostomum stelligerum
Gymnostomum stelligerum là một loài rêu trong họ Pottiaceae. Loài này được (Dicks. ex With.) Brid. ex F. Weber & D. Mohr mô tả khoa học đầu tiên năm 1803.